# Jan Olczak
Jan Olczak (ur. 7 lutego 1938 w Kłódziu, zm. 2020) – polski cukiernik (mistrz cukierniczy), działacz rzemieślniczy i samorządowy, Honorowy Obywatel Miasta Piastowa.

## Życiorys
W 1962 osiedlił się w podwarszawskim Piastowie. W 1968 przejął miejscową cukiernię przy ul. Lwowskiej założoną w 1942, która od 1985 działała pod szyldem "Olczak i syn" jako pracownia cukiernicza wraz ze sklepem. Od 1981 był członkiem Zarządu Cechu Rzemiosł Spożywczych w Warszawie, którego został prezesem w 1989. W 1989 należał również do inicjatorów powstania Stowarzyszenia Cukierników Karmelarzy i Lodziarzy RP (w 2010 otrzymał tytuł Honorowego Prezesa tego Stowarzyszenia). W latach 80. XX wieku piastował także funkcję przewodniczącego Rady Miasta w Piastowie, jednocześnie będąc członkiem Komisji Egzaminacyjnej przy Izbie Rzemieślniczej w Warszawie. W 1995 powołał do życia Warszawską Szkołę Cukierniczą, kształcącą cukierników z zakładów rzemieślniczych. Jan Olczak był także członkiem Rad Programowych miesięczników branżowych „Przegląd Piekarski i Cukierniczy” oraz „Bezpieczeństwo i Higiena Żywności”. Piastował także funkcję wiceprezydenta Światowej Unii Cukierników i wiceprezesa Mazowieckiej Izby Rzemiosła i Przedsiębiorczości.

## Wybrane odznaczenia
- Krzyż Kawalerski Orderu Odrodzenia Polski[1],
- Srebrny Krzyż Zasługi[1],
- Medal Komisji Edukacji Narodowej[1],
- Platynowy Medal Jana Kilińskiego Za Zasługi Dla Rzemiosła[1],
- Szabla im. Jana Kilińskiego[1],